# ستيفن بيكنل
ستيفن بيكنل (بالإنجليزية: Stephen Bicknell)‏ هو مصمم بريطاني، ولد في 20 ديسمبر 1957 في تشيلسي في المملكة المتحدة، وتوفي في 18 أغسطس 2007.